# Metelen
Metelen este o comună din landul Renania de Nord-Westfalia, Germania.
Metelen are o populație de 6431 locuitori (la 31 decembrie 2006). Prima atestare documentară a localității are loc în anul 889. Comuna Metelen este străbătută de râul Vechte și face parte din districtul Steinfurt. Se învecinează cu orașul Ochtrup și cu comunele Heek, Leer și Schopinngen. Echipa de fotbal a localității — F.C. Matellia 08 Metelen e.V. — are o istorie de peste 100 de ani, fiind înființată în anul 1908.